# Alan Blair
Alan Blair, född 25 maj 1915 i Melbourne, Victoria, Australien, död 29 januari 1991 i Johanneshov, Stockholm, var en australisk skådespelare verksam i Sverige.

## Filmografi
- 1952 – Eldfågeln
- 1952 – Foreign Intrigue (TV-serie)
- 1959 – 13 Demon Street (TV-serie)
- 1961 – Två levande och en död
- 1966 – Oj oj oj eller Sången om den eldröda hummern
- 1967 – Stimulantia

### Fotnoter
1. ↑  ”Alan Blair”. Svensk Filmdatabas. http://sfi.se/sv/svensk-filmdatabas/Item/?type=PERSON&itemid=63894&ref=%2ftemplates%2fSwedishFilmSearchResult.aspx%3fid%3d1225%26epslanguage%3dsv%26searchword%3dAlan+Blair%26type%3dPerson%26match%3dBegin%26page%3d1%26prom%3dFalse. Läst 16 oktober 2012.